# Association des médecins et chirurgiens américains
L'Association des médecins et chirurgiens américains est une association professionnelle américaine pro-vie et ultra-conservatrice fondée en 1943.

## Description
Sa devise est "omnia pro aegroto" (tout pour le patient).

## Membres notables
- Ron Paul
- Rand Paul
- John Cooksey